# Platform
Pour plus de détails, voir Fiche technique et Distribution.
Platform (站台, Zhantai) est un film chinois réalisé par Jia Zhangke, sorti en 2000.

## Synopsis
Entre 1979 et 1989, l'histoire d'une troupe de théâtre amateur composée de jeunes acteurs.

## Fiche technique
- Titre : Platform
- Titre original : 站台, Zhantai
- Réalisation : Jia Zhangke
- Scénario : Jia Zhangke
- Photo : Yu Lik-wai
- Son : Yang Zhang
- Décor : Sheng Qiu
- Musique : Yoshihiro Hanno
- Montage : Jing Lei Kong
- Production : Shozo Ichiyama et Kit Ming Li
- Société de production : Artcam International (Joël Farges), Bandai Entertainment Inc., Hu Tong Communications, Office Kitano, T-Mark
- Pays de production :  Chine,  Japon,  France
- Format : couleurs - 1,85:1 - son Stéréo -  35 mm
- Genre : drame
- Durée : 154 minutes /  Italie: 193 min (au festival de Venise) /  Japon: 185 min (au Tokyo FILMeX 2000)
- Dates de sortie :
  - Italie : 4 septembre 2000
  - Canada : 14 septembre 2000 (festival de Toronto
  - Allemagne : 17 février 2001 (festival de Berlin)
  - France : 29 août 2001

## Distribution
- Wang Hongwei : Minliang
- Zhao Tao : Ruijuan
- Jing Dong Liang : Chang Jun
- Tian Yi Yang : Zhong Pin
- Bo Wang : Yao Eryong

## Production
Après son premier film Xiao Wu, artisan pickpocket le réalisateur Jia Zhangke n'a plus l'autorisation de tourner en Chine car il aurait « influencé gravement les échanges culturels normaux entre la Chine et le monde. » Comme il désire ardemment que son film suivant, Platform soit diffusé en Chine, il finit par obtenir les autorisations pour tourner, arguant que son film est financé par le Japon et la France et ne coutera donc rien aux studios chinois. Les autorisations sont accordées puis finalement annulées au motif que le réalisateur, à 29 ans, est considéré comme trop jeune pour faire un film sur les années 1980.  Il tourne néanmoins son film, sachant qu'il sera underground, c'est-à-dire qu'il n'aura pas de diffusion par les canaux normaux en Chine.

## Distinctions
- 2000 : Prix NETPAC au festival de Venise
- 2000 : Montgolfière d'or au festival des 3 Continents
- (en) Récompenses pour Platform sur l’Internet Movie Database pour toutes les récompenses et nominations